# Adolf Kirchhoff
Adolf Kirchhoff, celý jménem Johann Wilhelm Adolf Kirchhoff (6. ledna 1826 Berlín – 26. února 1908 Berlín), byl německý klasický filolog a epigrafik.

## Život a dílo
Byl synem historického a portrétního malíře Johanna Jakoba Kirchhoffa (1796–1848). Absolvoval berlínské gymnázium Friedricha Viléma. Po maturitě v roce 1842 navštěvoval také Univerzitu Friedricha Viléma, kde studoval klasickou filologii u Karla Lachmanna a Augusta Böckha. Po získání doktorátu v roce 1846 se stal mimořádným učitelem, poté vrchním učitelem a profesorem na berlínském gymnáziu. V roce 1860 byl zvolen řádným členem Královské pruské akademie věd. V roce 1865 přijal pozvání na katedru řecké filologie, kde nastoupil po Böckhovi, a byl jmenován řádným profesorem. Dále byl v roce 1876 zvolen členem korespondentem Ruské akademie věd a v roce 1888 zahraničním členem Americké akademie umění a věd.
Kirchhoff významně přispěl ke kritice řeckých autorů a epigrafiky. První výsledky jeho epigrafických studií se týkaly Itálie.Také se zabýval germánskými runami.